# Helius (Mammuthonasus) allunga wirruna
Helius (Mammuthonasus) allunga wirruna is een ondersoort van de tweevleugelige Helius (Mammuthonasus) allunga uit de familie steltmuggen (Limoniidae). De ondersoort komt voor in het Australaziatisch gebied.